# Morando Morandini
Pour les articles homonymes, voir Morandini.
Morando Morandini, né à Milan le 21 juillet 1924 et mort dans la même ville le 17 octobre 2015 ,  est un critique de cinéma italien, auteur, journaliste et acteur occasionnel.

## Biographie
Né à Milan, Morando Morandini commence à travailler comme critique de cinéma en 1952 pour le journal La Notte (it) . Entre 1965 et 1998, il est critique de cinéma pour le journal Il Giorno .  Il est surtout connu pour la collection de livres de critiques de films Il Morandini, qu'il a publié  à partir de 1999 avec la collaboration de sa femme Laura et de sa fille Luisa pendant dix-sept éditions. Il a également publié des monographies et a écrit une histoire du cinéma avec Goffredo Fofi et Gianni Volpi.  En 1964, il joue  dans Prima della rivoluzione de Bernardo Bertolucci .  Il a également dirigé le Bellaria Film Festival (it) de 1984 à 1997 et à nouveau en 2002. 
Morandini a fait l'objet de trois films documentaires, Non sono che un critico d'Anna Gorio et Tonino Curagi, Je m'appelle Morando - Alfabeto Morandini de Daniele Segre et Morando's Music de Luigi Faccini. En 1995, il a reçu le prix Flaiano pour sa carrière,.

## Filmographie
- 1964 : Prima della rivoluzione de Bernardo Bertolucci.
- 1987 : Remake de Ansano Giannarelli.
- 2004 : A Laura de Amedeo Fago.
- 2009 : Morando Morandini non sono che un critico de Tonino Curagi ey Anna Gorio.
- 2010 : Je m'appelle Morando - Alfabeto Morandini de Daniele Segre.
- 2012 : Morando's music de Luigi Faccini.
- 2015 : Rubando bellezza de Laura Bagnoli, Danny Biancardi et Fulvio Wetzl.